# Myotis oreias
Myotis oreias é uma espécie de morcego da família Vespertilionidae.
Apenas pode ser encontrada em Singapura.